# جبل حرير سبيلك
جبل حرير سبيلك هو جبل يقع بالقرب من بلدة حرير شمال مدینة اربیل، يقع في قضاء سوران في محافظة أربيل في شمال العراق على بعد 400 كلم شمال بغداد، يقع على ارتفاع 1415 مترًا فوق مستوى سطح البحر. كان له أهمية لوجستية عسكریة مهمة كونه یشرف علی طرق امداد هامه، وبُنيت علی قمته قلعة عسكرية كبيرة، لا تزال تستعمل لغایة الیوم.

## أنظر أيضًا
- حرير
- خليفان

## المرجع
1. ↑  Jabal Ḩarīr Sipīlk sa Geonames.org (cc-by); post updated 2016-06-22; database download sa 2016-08-15
2. ↑  "Jabal Ḩarīr Sipīlk mountain, Arbīl, Iraq". iq.geoview.info. مؤرشف من الأصل في 2023-05-12. اطلع عليه بتاريخ 2023-05-12.
3. ↑  "NASA Earth Observations: Land Cover Classification". NASA/MODIS. مؤرشف من الأصل في 2022-05-30. اطلع عليه بتاريخ 30 Enero 2016. {{استشهاد ويب}}: تحقق من التاريخ في: |تاريخ الوصول= (مساعدة)